# Samuel Montembeault
Samuel Montembeault (né le 30 octobre 1996 à Bécancour, Québec, Canada) est un joueur professionnel canadien de hockey sur glace. Il évolue au poste de gardien de but. Il a été sélectionné par les Panthers de la Floride, lors du repêchage de la LNH en 2015 et joue pour les Canadiens de Montréal depuis 2021.

## Carrière en Club

### Junior
Né le 30 octobre 1996, Samuel Montembeault est originaire de Sainte-Gertrude, un secteur de la ville de Bécancour au Québec, Canada.
Il joue d'abord au hockey junior dans son Québec natal, avec les Estacades de Trois-Rivières de l'AAQMQ de 2011 à 2013. Très prometteur en tant que gardien de but partant avec les Estacades, Montembeault est sélectionné dans la deuxième équipe des étoiles et reçoit le prix du meilleur gardien de but prospect de la saison 2012-2013. Il est sélectionné à la 40e position par l'Armada de Blainville-Boisbriand lors du repêchage 2013 de la Ligue de hockey junior majeur du Québec.
Après avoir participé à 52 matchs avec l'Armada lors de sa deuxième saison dans la LHJMQ en 2014-2015, Montembeault est sélectionné par les Panthers de la Floride au troisième tour, 77e choix au total, du repêchage de 2015 de la LNH.
Au cours de la saison 2015-2016 suivante, il termine avec un bilan de 17 victoires contre 27 défaites avec une moyenne de buts alloués de 2,63, 90,1 % d'arrêts et trois blanchissages. En séries éliminatoires, Montembeault est nommé gardien de but de la semaine Vaughn dans la Ligue canadienne de hockey pour la semaine se terminant le 3 avril après avoir obtenu un dossier de 3 victoires pour une défaite, une moyenne de buts alloués de 2,27 et un pourcentage d'arrêts de 93,3 % lors de la victoire de Blainville en séries éliminatoires au premier tour contre les Foreurs de Val-d'Or. Montembeault termine les séries éliminatoires avec une moyenne de buts alloués de 2,45, un pourcentage d'arrêts de 92,5 % et un jeu blanc.
Le 11 mai 2016, Montembeault signe un contrat d'entrée de trois ans avec les Panthers de la Floride. Il revient pour sa dernière saison junior dans la LHJMQ, terminant avec une moyenne de buts alloués de 2,4 et un pourcentage d'arrêts de 90,7 %.

### Professionnel

#### Panthers de la Floride
Lors de sa première saison professionnelle, Montembeault participe au camp d'entraînement des Panthers 2017, avant d'être réaffecté pour commencer la saison 2017-2018 dans la Ligue américaine de hockey avec les Thunderbirds de Springfield. Il fait ses débuts professionnels, effectuant 25 arrêts pour les Thunderbirds, lors d'une défaite de 3-2 contre les Providence Bruins le 13 octobre 2017. Il a remporté sa première victoire lors de sa 7e sortie, dans une décision 5–3 contre le Wolf Pack de Hartford le 3 novembre 2017. Montembeault termine avec 13 victoires en 41 matchs.
Montembeault est désigné pour continuer dans la LAH avec Springfield pour commencer la saison 2018-2019. Après 33 matchs avec les Thunderbirds, ayant déjà égalé ses précédents totaux de victoires, Montembeault est rappelé par les Panthers en raison du départ du gardien Roberto Luongo qui quitte brièvement l'équipe pour un deuil, le 18 février 2019.
Lors de son deuxième rappel par les Panthers à la suite d'une blessure du remplaçant James Reimer, Montembeault fait ses débuts dans la LNH avec les Panthers au cours d'une défaite de 4 à 3 en prolongation contre les Hurricanes de la Caroline au BB&T Center à Sunrise, en Floride, le 2 mars 2019.

#### Canadiens de Montréal
Le 1er octobre 2021, Montembeault est placé au ballottage par les Panthers. Le lendemain, il est réclamé par les Canadiens de Montréal. Montembeault fait ses débuts pour l'équipe lors d'un match de pré-saison contre les Maple Leafs de Toronto, où les Canadiens perdent 6-2. Après le départ en congé du gardien numéro 1 Carey Price pour des raisons de santé mentale, Montembeault devient temporairement le gardien remplaçant de Jake Allen. Le 12 janvier 2022, Allen se blesse lors d'un match contre les Bruins de Boston et annonce par la suite qu'il sera absent pendant au moins deux mois, Montembeault devenant entre-temps le gardien partant des Canadiens.
Les Canadiens le nomme joueur du mois de janvier, après être devenu le premier gardien de but de l'histoire de l'équipe à terminer deux matchs consécutifs avec 48 arrêts ou plus. Il remporte sa première victoire par jeu blanc dans la LNH contre les Sabres de Buffalo le 23 février 2022. Après le retour d'Allen, il ne joue qu'avec parcimonie, mais après une nouvelle blessure de ce dernier début avril, il est à nouveau le gardien partant de l'équipe, en attendant le retour de Price. À la fin de la saison, Montembeault subit une opération au poignet.
Le 18 juillet 2022, Montembeault signe une prolongation de contrat de 2 millions $ sur deux ans avec les Canadiens.
Au début de la saison 2023-2024, le poste de gardien de but des Canadiens est partagé à trois (Montembeault, Allen et Primeau). Montembeault est le gardien partant pour dix matchs dans les deux premiers mois de la saison, avec un dossier de 5-3-1 et un pourcentage d'arrêt de 91,0 % avant de signer une prolongation de contrat. Ce contrat, signé le 1er décembre 2023, le lie aux Canadiens pour trois saisons additionnelles, pour une valeur de 9,45 millions $. 
En février 2025, Montembeault est le gardien réserviste pour Équipe Canada à la Confrontation des 4 nations.

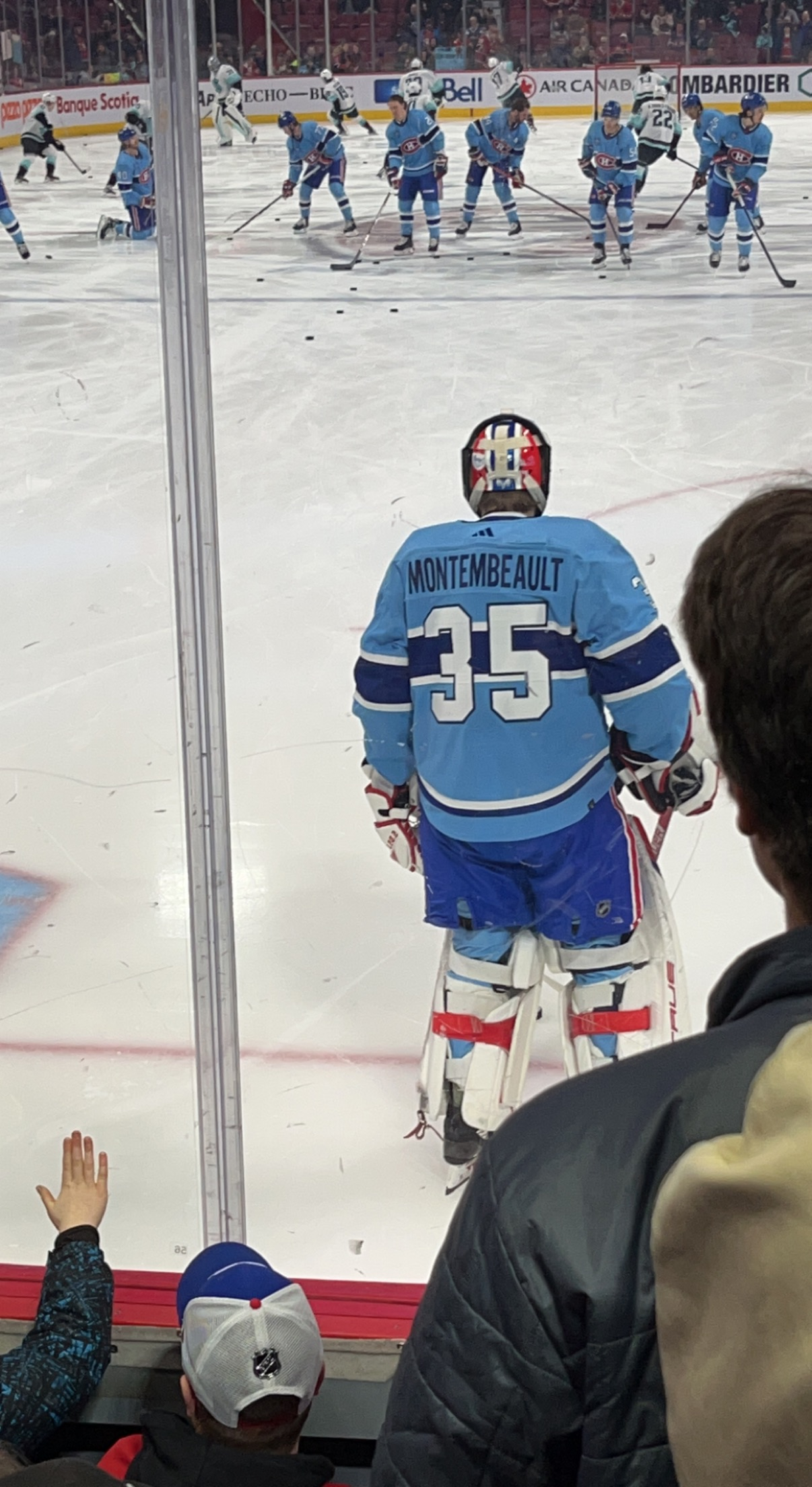
Samuel Montembeault avant une partie, janvier 2023.

### Récompenses
- Ligue de hockey junior AAA du Québec 2013 : 
  - Deuxième équipe des étoiles
  - Meilleur gardien espoir
- Ligue de hockey junior majeur du Québec 2015 : 
  - Match des meilleurs espoirs LCH/LNH
  - Deuxième équipe des étoiles

## Statistiques

### En club
| Saison     | Équipe                          | Ligue      |     | Saison régulière | Saison régulière | Saison régulière | Saison régulière | Saison régulière | Saison régulière | Saison régulière | Saison régulière | Saison régulière | Saison régulière |    | Séries éliminatoires | Séries éliminatoires | Séries éliminatoires | Séries éliminatoires | Séries éliminatoires | Séries éliminatoires | Séries éliminatoires | Séries éliminatoires | Séries éliminatoires |
| Saison     | Équipe                          | Ligue      | PJ  | V                | D                | Pr/N             | Min              | BC               | Moy              | % Arr            | Bl               | Pun              | PJ               | V  | D                    | Min                  | BC                   | Moy                  | % Arr                | Bl                   | Pun                  |                      |                      |
| 2013-2014  | Armada de Blainville-Boisbriand | LHJMQ      | 14  | 9                | 1                | 1                | 714              | 28               | 2,35             | 89,8             | 0                | 0                | 1                | 1  | 0                    | 53                   | 3                    | 3,4                  | 82,4                 | 0                    | 0                    |                      |                      |
| 2014-2015  | Armada de Blainville-Boisbriand | LHJMQ      | 52  | 33               | 11               | 7                | 3 104            | 134              | 2,59             | 89,1             | 3                | 2                | 6                | 2  | 4                    | 353                  | 14                   | 2,38                 | 87,8                 | 0                    | 0                    |                      |                      |
| 2015-2016  | Armada de Blainville-Boisbriand | LHJMQ      | 47  | 17               | 19               | 8                | 2 711            | 119              | 2,63             | 90,1             | 3                | 2                | 11               | 5  | 5                    | 685                  | 28                   | 2,45                 | 92,5                 | 1                    | 2                    |                      |                      |
| 2016-2017  | Armada de Blainville-Boisbriand | LHJMQ      | 41  | 28               | 9                | 0                | 2 226            | 89               | 2,40             | 90,7             | 6                | 4                | 18               | 12 | 6                    | 1 070                | 42                   | 2,35                 | 91                   | 0                    | 0                    |                      |                      |
| 2017-2018  | Thunderbirds de Springfield     | LAH        | 41  | 13               | 23               | 3                | 2 196            | 119              | 3,25             | 89,6             | 2                | 4                | -                | -  | -                    | -                    | -                    | -                    | -                    | -                    | -                    |                      |                      |
| 2018-2019  | Thunderbirds de Springfield     | LAH        | 39  | 13               | 16               | 8                | 2 188            | 118              | 3,24             | 89,9             | 1                | 0                | -                | -  | -                    | -                    | -                    | -                    | -                    | -                    | -                    |                      |                      |
| 2018-2019  | Panthers de la Floride          | LNH        | 11  | 4                | 3                | 2                | 592              | 30               | 3,05             | 89,4             | 0                | 0                | -                | -  | -                    | -                    | -                    | -                    | -                    | -                    | -                    |                      |                      |
| 2019-2020  | Panthers de la Floride          | LNH        | 14  | 5                | 5                | 1                | 701              | 39               | 3,34             | 89,0             | 0                | 0                | -                | -  | -                    | -                    | -                    | -                    | -                    | -                    | -                    |                      |                      |
| 2019-2020  | Thunderbirds de Springfield     | LAH        | 11  | 5                | 5                | 1                | 659              | 33               | 3                | 91,8             | 1                | 0                | -                | -  | -                    | -                    | -                    | -                    | -                    | -                    | -                    |                      |                      |
| 2020-2021  | Crunch de Syracuse              | LAH        | 13  | 8                | 4                | 1                | 775              | 37               | 2,86             | 89,8             | 1                | 0                | -                | -  | -                    | -                    | -                    | -                    | -                    | -                    | -                    |                      |                      |
| 2021-2022  | Canadiens de Montréal           | LNH        | 38  | 8                | 18               | 6                | 1 943            | 122              | 3,77             | 89,1             | 1                | 0                | -                | -  | -                    | -                    | -                    | -                    | -                    | -                    | -                    |                      |                      |
| 2022-2023  | Canadiens de Montréal           | LNH        | 40  | 16               | 19               | 3                | 2 334            | 133              | 3,42             | 90,1             | 0                | 0                | -                | -  | -                    | -                    | -                    | -                    | -                    | -                    | -                    |                      |                      |
| 2023-2024  | Canadiens de Montréal           | LNH        | 41  | 16               | 15               | 9                | 2 429            | 127              | 3,14             | 90,3             | 0                | 0                | -                | -  | -                    | -                    | -                    | -                    | -                    | -                    | -                    |                      |                      |
| 2024-2025  | Canadiens de Montréal           | LNH        | 62  | 31               | 24               | 7                | 3 534            | 165              | 2,80             | 90,2             | 4                | 0                | 3                | 0  | 2                    | 152                  | 7                    | 2,76                 | 90,8                 | 0                    | 0                    |                      |                      |
| Totaux LNH | Totaux LNH                      | Totaux LNH | 209 | 80               | 85               | 29               | 11 532           | 616              | 3,20             | 89,9             | 5                | 0                | 3                | 0  | 2                    | 152                  | 7                    | 2,76                 | 90,8                 | 0                    | 0                    |                      |                      |

### En équipe nationale
| Année | Équipe          | Compétition                 |   | PJ | V | D | Min | BC   | Moy  | % Arr | Bl | Pun           |  | Résultat |
| 2016  | Canada - 20 ans | Championnat du monde junior | 0 |    |   |   |     |      |      |       |    | Sixième place |  |          |
| 2023  | Canada          | Championnat du monde        | 7 | 6  | 1 |   |     | 1,42 | 93,9 | 1     |    | Médaille d'or |  |          |